# Thomas Müller (Judoka)
Thomas Müller (* 7. April 1966; † 3. September 2022) war ein deutscher Judoka, der 1992 Europameister und 1989 Europameisterschaftszweiter war.

## Sportliche Karriere
Thomas Müller kämpfte im Schwergewicht und in der offenen Klasse. Er startete für den ASK Vorwärts Frankfurt und belegte von 1988 bis 1990 dreimal den zweiten Platz bei den DDR-Meisterschaften im Schwergewicht, davon zweimal hinter Henry Stöhr und einmal hinter Maik Griese. Seine internationale Karriere hatte bereits 1986 mit dem dritten Platz bei den Juniorenweltmeisterschaften begonnen. 1989 gewann er die Weltcupturniere in Sofia und Prag. Bei den Europameisterschaften 1989 in Helsinki bezwang er im Halbfinale Grigori Weritschew aus der Sowjetunion. Im Finale unterlag er dem Polen Rafał Kubacki. Bei den Weltmeisterschaften 1989 in Belgrad trat er in der offenen Klasse an. Nachdem er im Viertelfinale gegen den Südkoreaner Kim Geon-su und in der Hoffnungsrunde gegen den Bundesdeutschen Alexander von der Groeben verloren hatte, belegte Müller den siebten Platz.
1991 und 1992 kämpfte Thomas Müller für den MTV Ingolstadt, später wechselte er zum TSV Abensberg. Bei den Deutschen Meisterschaften gewann er 1991 im Schwergewicht vor Jochen Plate, 1992 war er Zweiter hinter Henry Stöhr. Bei den Europameisterschaften 1992 in Paris trat Müller in der offenen Klasse an. Er bezwang im Viertelfinale den Esten Indrek Pertelson, im Halbfinale den Russen Igor Bereznitsky und im Finale den Franzosen Georges Mathonnet.

## Belege
1. ↑  Traueranzeigen von Thomas Müller. In: WochenKurier Trauer. 14. September 2022, abgerufen am 11. April 2024 (deutsch).
2. ↑  DDR-Meisterschaften im Schwergewicht bei sport-komplett.de
3. 1 2  Kampfbilanz bei judoinside.com
4. ↑  Ehrentafel auf bayern-judo.de (abgerufen am 3. Oktober 2020)
5. ↑  Deutsche Meisterschaften im Schwergewicht bei sport-komplett.de

| Personendaten    | Personendaten     |
| ---------------- | ----------------- |
| NAME             | Müller, Thomas    |
| KURZBESCHREIBUNG | deutscher Judoka  |
| GEBURTSDATUM     | 7. April 1966     |
| STERBEDATUM      | 3. September 2022 |